# Azizon Abdul Kadir
Azizon Abdul Kadir (Ipoh, Malasia, 10 de junio de 1980) es un exfutbolista de Malasia que jugaba en la posición de guardameta.

## Carrera

### Club
| Periodo   | Club                  | Apariciones | Goles |
| --------- | --------------------- | ----------- | ----- |
| 2002–2004 | Malacca FA            | 38          | 0     |
| 2004–2007 | Negeri Sembilan FA    | 68          | 0     |
| 2007–2009 | Kuala Muda Naza FC    | 46          | 0     |
| 2008      | → Sarawak FA (cedido) | 9           | 0     |
| 2010–2011 | Sabah FA              | 26          | 0     |
| 2012–2013 | Kuala Lumpur FA       | 38          | 0     |
| 2014      | PDRM FA               | 7           | 0     |
| 2015      | Perak FA              | 12          | 0     |
| 2016      | Perlis FA             | 0           | 0     |

### Selección nacional
Jugó para Malasia en 11 ocasiones de 2004 a 2014, debutando el 13 de octubre de 2004 ante Hong Kong por la clasificación de AFC para la Copa Mundial de Fútbol de 2006 y su último partido fue el 14 de septiembre de 2014 en una derrota por 0-2 ante Indonesia. Participó en la Copa Asiática 2007.

## Logros
- Superliga de Malasia (1): 2006
- Liga Premier de Malasia (1): 2014